# 日講禮記解義
《日講禮記解義》，為清朝官修的解釋《禮記》經義的典籍，為聖祖康熙帝在經筵所講解經文的內容，都經過康熙帝御定。原本未編輯成書，乾隆十二年初（1747年）乾隆帝敕命和碩和親王弘晝、大學士鄂爾泰等人取出書房所藏舊稿，編撰校刊頒行。乾隆十四年（1749年）十一月成書進御。
康熙帝在經筵時認為，《禮記》為治理國家的重要經書，雖南宋朱熹主張《禮記》是《儀禮》的傳，然而特別在〈冠義〉等六篇及〈喪服〉諸篇與《儀禮》互有創造性的闡發；至於其他篇章則多修身正俗的道理、「別嫌明微」之防，不盡然比附《儀禮》；《儀禮》為古文經而《禮記》多紀錄其變化，《儀禮》是大綱而《禮記》多載細節，《儀禮》為原則而《禮記》多釋明意義；因此聖賢精微的言論與切要的義理穿插在《禮記》中，對自己可以正心修身，推行則可以齊家治國平天下。《日講禮記解義》推論解譯經文，將經文要旨到細微枝節都發揮流暢通達，並將南宋衛湜所蒐集的一百四十四家學說鎔鑄剪裁、匯輯成為《禮記》傳解的精華。乾隆帝主張崇敬經法，編輯《日講禮記解義》與《欽定禮記義疏》相輔相成。

## 參與編修人員
《日講禮記解義》卷首〈名銜〉詳列姓名與官銜。
- 監理：弘晝
- 總裁：張廷玉
- 副總裁：汪由敦
- 原任總裁：鄂爾泰、朱軾、甘汝來
- 原任副總裁：陳大受、尹繼善、楊名時、徐元夢、彭維新、李清植、王蘭生、李紱、任啟運、方苞
- 提調官：舒興阿、佟保
- 原任提調官：兆惠、雙慶、岱圖、赫泰、文綬
- 纂修官：潘永季
- 原任纂修官：王文震

### 刊刻
- 武英殿監造：永保、永忠、永泰、三格、李保、姚文彬、虎什泰、高永仁、吉蘭泰、保慶

## 格式
- 四部類目：經部，禮類，禮記之屬。
- 現存版本：乾隆十四年武英殿刊本、乾隆間文淵閣四庫全書寫本、四庫全書薈要寫本。
- 卷數：六十四卷。
- 冊數：十六冊（武英殿刊本）或三十冊（文淵閣四庫全書、薈要寫本）。
- 裝訂：線裝。
- 版面：
  - 乾隆十四年武英殿刊本：每頁面九行，每行十八字。若用小字則雙行，字數相同。行格四周雙欄，版心黑口、逆魚尾，中縫上記書名「日講禮記解義」卷次，下為頁次。
  - 乾隆四十年摛藻堂四庫全書薈要寫本：每頁面八行，每行二十一字。若用小字則雙行，字數相同。行格四周雙欄，版心花口、單魚尾，中縫上記「欽定四庫全書」，下右為「日講禮記解義」及頁次、下左為卷次。

## 延伸阅读
[在维基数据编辑]
 《日講禮記解義 (四庫全書本)》（ 在维基共享资源阅览影像）